# Melan
Melan är en kommundel och tidigare kommun i Albanien.   Den ligger i Dibër prefektur i den nordöstra delen av landet, 70 km nordost om huvudstaden Tirana.
Omgivningarna runt Melan är en mosaik av jordbruksmark och naturlig växtlighet.  Runt Melan är det ganska glesbefolkat, med 28 invånare per kvadratkilometer.